# Surbiton Trophy 2023
Die Surbiton Trophy 2023 war ein Tennisturnier der ITF Women’s World Tennis Tour für Damen und ein Tennisturnier der ATP Challenger Tour 2023 für Herren in Surbiton. Beide Turniere fanden zeitgleich vom 5. bis 11. Juni 2023 statt.